# 普略
普略（法語：Plieux，法語發音：[plijø]）是法国热尔省的一个市镇，位于该省东北部，东侧和塔恩-加龙省接壤，属于孔东区和热尔洛马涅市镇公共社区。

## 地理
普略（43°57'1"N, 0°44'2"E）面积12.27 平方千米，位于法国奧克西塔尼大區热尔省，该省份为法国西南部内陆省份，北起顺时针与洛特-加龙省、塔恩-加龙省、上加龙省、上比利牛斯省、大西洋比利牛斯省和朗德省接壤。
与普略接壤的市镇（或旧市镇、城区）包括：格拉蒙、卡斯泰阿鲁伊、利勒布宗、莱克图尔、米拉杜。
普略的时区为UTC+01:00、UTC+02:00（夏令时）。

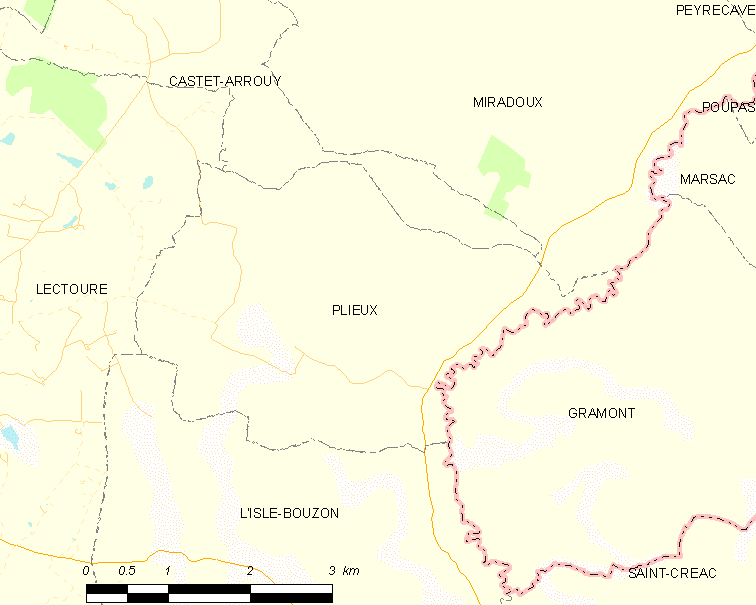
普略的OSM定位图

## 行政
普略的邮政编码为32340，INSEE市镇编码为32320。

## 政治
普略所属的省级选区为莱克图尔-洛马涅县。

## 交通
热尔省省道D218线、D269线和D953线在普略镇中心附近交汇，另有省道D40线经过境内东部。

## 人口
普略属于较为典型的法国西南乡村地区，近两个世纪内的流失人口数量接近80%。普略于2022年1月1日时的人口数量为159人。

1962-2008年间普略人口变化图示